# Automolis fuliginosa
Automolis fuliginosa là một loài bướm đêm thuộc phân họ Arctiinae, họ Erebidae.